# Ocybadistes hypomeloma
Ocybadistes hypomeloma là một loài bướm ngày thuộc họ Hesperiidae. Nó được tìm thấy ở New South Wales, Bắc Úc, Queensland và Tây Úc.
Sải cánh dài khoảng 20 mm.
Ấu trùng ăn Themeda triandra, Ischaemum australe và Microlaena stipoides.

## Phụ loài
- Ocybadistes hypomeloma hypomeloma (New South Wales, Queensland)
- Ocybadistes hypomeloma vaga (Northern Territory, Queensland, Western Australia)